# Подзамша
Подза́мша (бел. Падзамша) — деревня в составе Хвастовичского сельсовета Глусского района Могилёвской области Республики Беларусь.

## Население
- 1999 год — 90 человек
- 2009 год — 75 человек